# Passerina rositae
El azulillo ventrirrosado, colorín ventrirrosado o colorín azulrosa (Passerina rositae) es una especie de ave paseriforme de la familia de los cardinálidos. Es endémica del sur de México, encontrándose únicamente en la vertiente pacífica del istmo de Tehuantepec, en los estados de Oaxaca y Chiapas.

## Descripción

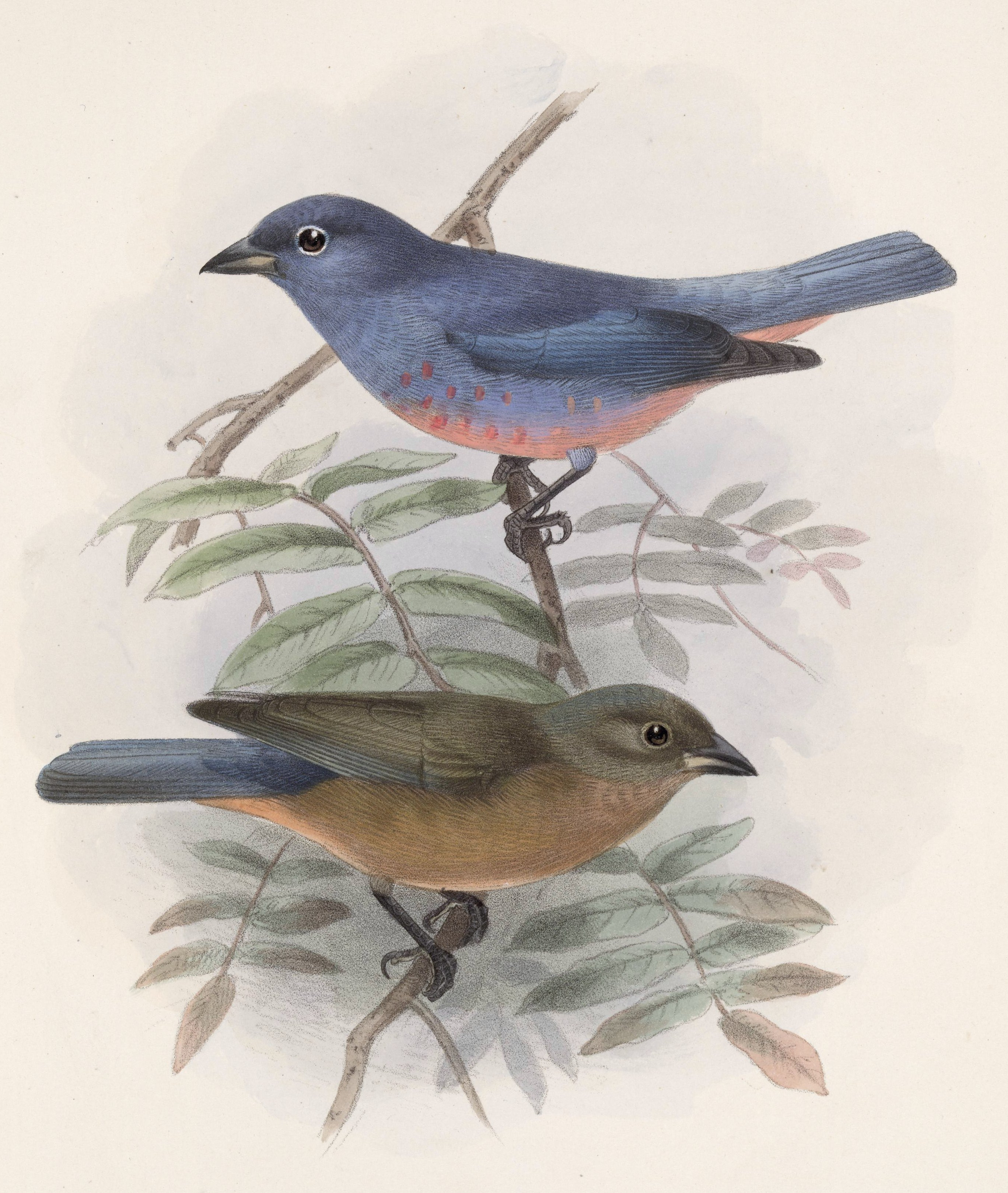
"Cyanospiza rositae", ilustración por John Gerrard Keulemans en 1902. Se puede observar el marcado dimorfismo sexual de la especie.

Son aves de unos 13 cm, con dimorfismo sexual expresado en los colores del plumaje. El macho es de color azul, con manchas color rosa en el pecho; el vientre y las plumas cobertoras inferiores de la cola también son rosas. Alrededor del ojo hay una anillo color blanco. Las hembras son de color pardo opaco, con el pecho amarillento y el vientre blanquecino; únicamente tiene azul en las plumas cobertoras superiores de la cola. Pico y patas de ambos sexos son grises.
Habita en las zonas semiáridas de bosques espinosos y arbustos del sur del Istmo de Tehuantepec, alimentándose de semillas e insectos.

## Taxonomía
Fue descrita en 1874 por el ornitólogo aficionado estadounidense George Newbold Lawrence con base en un ejemplar recolectado por el naturalista suizo François Sumichrast, de cuya esposa Rosalia Nivon Fuentes recibe su epíteto específico.

## Estado de conservación
Desde 2004 la Unión Internacional para la Conservación de la Naturaleza considera al azulillo ventrirrosado como una especie casi amenazada por lo restringido de su área de distribución, la cual puede estar en declive debido a la degradación del hábitat y el desarrollo de infraestructura humana.

## Nombres comunes
La Sociedad Española de Ornitología, en su propuesta de estandarización del nombre común de aves, lo llama como azulillo ventrirrosado. Por otra parte en México, donde esta especie es endémica, reciba además los nombres de colorín azul rosa, colorín azulrosa y colorín de Rosita.